# Politička filozofija
Politička filozofija je grana  filozofije koja se bavi pitanjima povezanim s čovjekovim životom u društvenoj i političkoj zajednici. Za razliku od  politologije ili  sociologije koje tim pitanjima pristupaju s empirijskog stajališta (pokušavajući utvrditi kako stvari u društvu jesu), pristup političke filozofije temelji se na normativnom stajalištu (traži se odgovor na pitanje kako stvari trebaju biti). U tome pogledu bliska je  etici. Politička filozofija također analizira pojmove koji su vezani uz politiku, kao što su država, vlast, moć, sloboda, jednakost,  prava itd.